# Ahmed Adel Mesilhy
Ahmed Adel Mesilhy (25 de noviembre de 1994) es un jugador de balonmano egipcio que juega de pívot en el Al Ahly. Es internacional con la selección de balonmano de Egipto.
Participó en los Juegos Olímpicos de Tokio 2020.

## Palmarés internacional
| Campeonato Africano  | Campeonato Africano | Campeonato Africano | Campeonato Africano |
| Año                  | Lugar               | Medalla             |                     |
| -------------------- | ------------------- | ------------------- | ------------------- |
| 2022                 | Egipto              | Medalla de oro      |                     |
| 2024                 | Egipto              | Medalla de oro      |                     |
| Juegos Mediterráneos |                     |                     |                     |
| Año                  | Lugar               | Medalla             |                     |
| 2022                 | Orán                | Medalla de plata    |                     |

## Clubes
| Club     | País   | Año         |
| -------- | ------ | ----------- |
| El Gaish | Egipto | 2013 - 2019 |
| Al Ahly  | Egipto | 2019 - Act. |